# Гайер, Мануэль
Мануэль Га́йер (нем. Manuel Geier; род. 8 января 1988, Юденбург, Австрия) — австрийский профессиональный хоккеист. Нападающий хоккейного клуба «Клагенфурт». Игрок сборной Австрии по хоккею с шайбой.

## Карьера
Хоккейную карьеру Мануэль Гайер начал в клубе второй австрийской лиги «Цельтвег». Первым профессиональным сезоном для хоккеиста стал 2003/04. В следующем сезоне он и его брат Штефан подписали контракт с клубом «Клагенфурт», но продолжили выступление во второй лиге. Сезон 2007/08 братья провели в Швеции, выступая за клуб «Арбога». Мануэль Гайер дебютировал в сборной Австрии 5 ноября 2009 года в матче против сборной Белоруссии.